# Nuevo Rocafuerte
Nuevo Rocafuerte est une paroisse urbaine équatorienne, capitale du canton d'Aguarico, dans la province d'Orellana. La tête paroissiale se trouve à l'est de la province, aux confins de la rivière Napo, tout près de la frontière avec le Pérou.

## Personnalités liées à la commune
- Lenín Moreno (1953-), homme politique équatorien et président de l'équateur de 2017 à 2021.